# Red Bull RB21
A Red Bull RB21 egy Formula–1-es versenyautó, melyet a Red Bull Racing készített és versenyeztetett a 2025-ös Formula–1 világbajnokság. Az idényt a címvédő világbajnok Max Verstappennel és Liam Lawsonnal kezdték meg, de Lawsont két futam után eltanácsolták és felcserélték Cunoda Júkival.
Az autó és a csapat körüli problémák miatt a Red Bull korántsem volt már annyira erős, mint előtte, de Verstappen még így is jó eredményeket tudott szállítani. A bajnoki küzdelmekben azonban az egyéni címvédés és a konstruktőri cím is elérhetetlen távolságba kerültek.

## Áttekintés

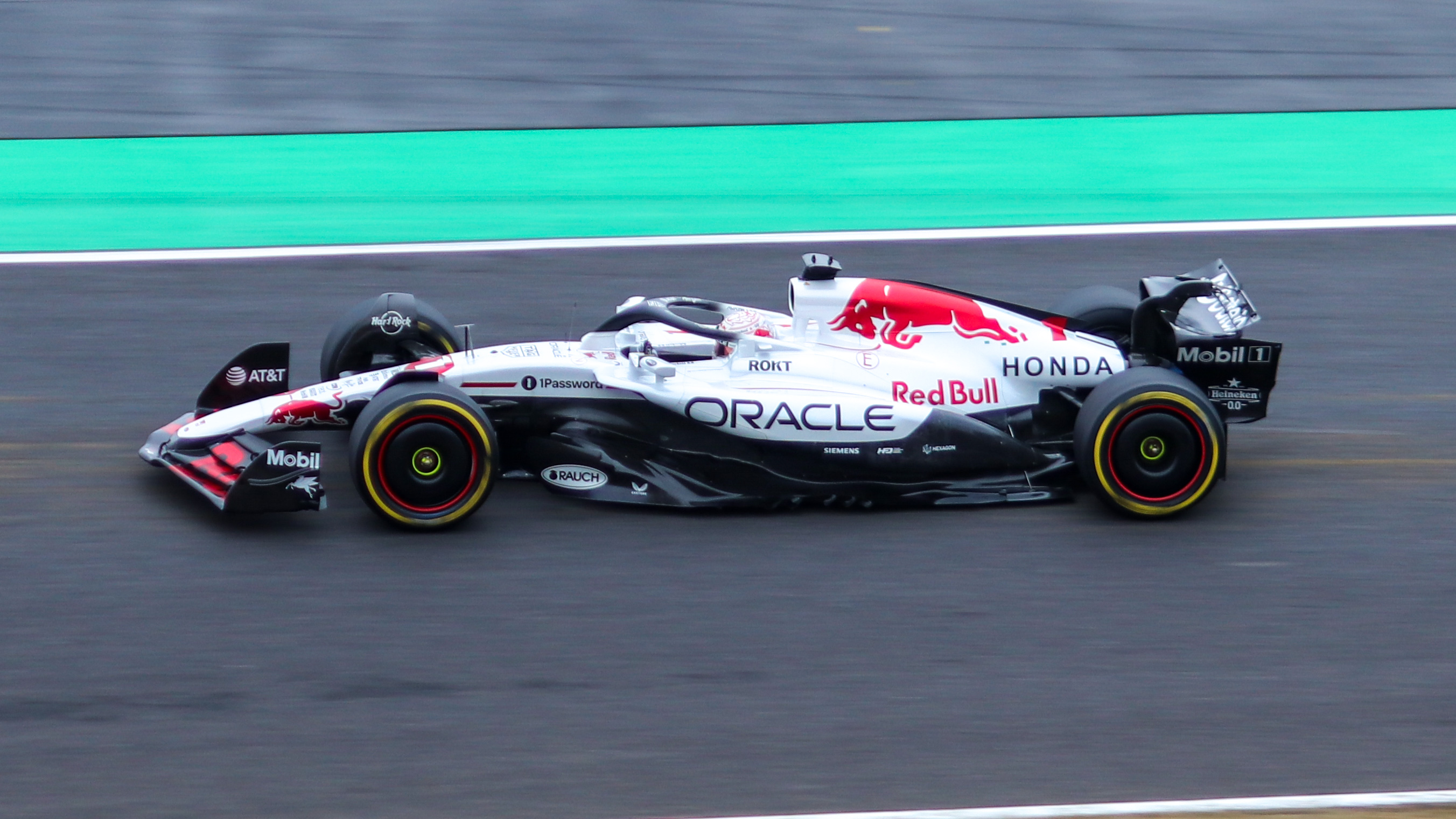
Az RB21-es festése a japán nagydíjon

Ez volt az utolsó olyan autó, amelyben a Honda közreműködésével készített motorok voltak, a következő szezontól ugyanis a Red Bull a Forddal lépett partnerségre. Ez volt az RB2-es óta az első olyan autójuk, amelyet nem Adrian Newey tervezett, hanem Pierre Waché teljeskörű felügyelete alatt készült. Jelentősebb változásokat nem eszközöltek az autón, amely külsőre is szinte megegyezett az elődjével, néhány szponzori matrica lecserélésén kívül. A nagyobb baj az volt, hogy a fundamentális problémák megmaradtak, és az egész kasztni Max Verstappen vezetési stílusa köré épült. Emiatt mindegy volt, kit ültettek be a kettes számú autójukba, Lawson és Cunoda is csak kínlódtak vele, és bizony Verstappen is a maximumon felül teljesített, amikor a jó eredményeket szállította.
A japán nagydíjon különleges, fehér színű, a Hondával való együttműködésük előtt tisztelgő festéssel vettek részt. Imolában a két versenyzőjük rajtszámának szílusa megegyezett a 2005-2013 között használttal, hogy ezzel is ünnepeljék négyszázadik futamukat.

## A szezon
Meglepetésre a Red Bull volt az idény előtti teszten az a csapat, amelyik a legkevesebb kört futotta, mert elmondásuk szerint is olyan gondok voltak az autókkal, amiket még orvosolni kellett.
Ausztráliában a két McLaren állt az élre az időmérőn, Verstappen csak a harmadik helyről rajtolt. Lawson ezzel szemben már az időmérő első szakaszában elvérzett, és végül a boxutcából rajtolt az autón elvégzett módosítások miatt. Ő végül kiesett, mert eltalálta a falat, Verstappen viszont második lett. Kínában sprintfutam is volt, ahol Verstappen harmadik lett, a főfutamon pedig negyeidk. Lawson ezzel szemben mind a két időmérőn az utolsó lett és ismét a boxutcából rajtolt - csak a kizárásoknak köszönhetően lett tizenkettedik.
Kína után a Red Bull kirúgta Lawsont, jobban mondja felcserélte őt a Racing Bulls csapatnál versenyző Cunodával. Neki rögtön a hazai futamán kellett volna helytállnia, és nem is ment jól, miközben Verstappen megszerezte az évi első pole pozícióját és győzelmét. Bahreinben volt az év első kettős pontszerzése. A szaúdi nagydíjon Verstappen újabb pole-t szerzett, a rajtnál azonban Oscar Piastri megelőzte őt, és egy szabálytalan visszaleőzési manőver miatt át kellett adnia neki a pozíciót. Miamiban a sprintfutamon Verstappen büntetést kapott egy Andrea Kimi Antonellivel való incidens miatt, amely miatt utolsóként zárta a futamot - a 2016-os belga nagydíj óta először fordult elő vele, hogy bármilyen versenyen ne szerezzen pontot, ha célbaér. Az időmérő edzésen aztán pole-t szerzett, de ezt nem tudta győzelemre váltani.
Imolába újításokkal készültek, Cunoda azonban összetörte az autót az időmérő edzésen, amit teljesen újjá kellett építeni. Végül még így is szerzett egy pontot, Verstappen pedig győzni tudott, amikor a rajtnál átvette a vezetést. A spanyol nagydíj rendkívül sikertelen volt a csapatnak: Verstappen csak tizedik lett, miután egy vitatható manőver miatt összeütközött George Russell-lel és megbüntették. Mivel az ő pontja volt azon a hétvégén az egyetlen, ezért a Red Bull visszazuhant a konstruktőri negyedik helyre.
Miközben Cunoda a következő futamokon is messze volt a pontszerzéstől, Verstappenn előbb második lett Kanadában, majd az osztrák nagydíj rajtjánál Antonelli kiütötte őt. A brit nagydíjon hatalmas idővel szerezte meg a pole pozíciót, de végül csak ötödik lett. A futam után váratlanul menesztették Christian Horner csapatfőnököt.

## Eredmények
Félkövérrel jelezve a leggyorsabb kör, dőlt betűvel a pole pozíció. Kis számmal jelölve a sprintfutamon elért helyezés, ha az pontszerzéssel járt együtt.
| Év   | Csapat                 | Motor          | Gumik | Pilóták        | Futamok | Futamok | Futamok | Futamok | Futamok | Futamok | Futamok | Futamok | Futamok | Futamok | Futamok | Futamok | Futamok | Futamok | Futamok | Futamok | Futamok | Futamok | Futamok | Futamok | Futamok | Futamok | Futamok | Futamok | Pontok | Helyezés |
| Év   | Csapat                 | Motor          | Gumik | Pilóták        | AUS     | CHN     | JPN     | BHR     | SAU     | MIA     | EMI     | MON     | ESP     | CAN     | AUT     | GBR     | BEL     | HUN     | NED     | ITA     | AZE     | SIN     | USA     | MXC     | SAP     | LVG     | QAT     | ABU     | Pontok | Helyezés |
| ---- | ---------------------- | -------------- | ----- | -------------- | ------- | ------- | ------- | ------- | ------- | ------- | ------- | ------- | ------- | ------- | ------- | ------- | ------- | ------- | ------- | ------- | ------- | ------- | ------- | ------- | ------- | ------- | ------- | ------- | ------ | -------- |
| 2025 | Oracle Red Bull Racing | Honda RBPTH003 | P     | Max Verstappen | 2       | 43      | 1       | 6       | 2       | 4       | 1       | 4       | 10      | 2       | KI      | 5       |         |         |         |         |         |         |         |         |         |         |         |         | 172    | 4.       |
| 2025 | Oracle Red Bull Racing | Honda RBPTH003 | P     | Liam Lawson    | KI      | 12      |         |         |         |         |         |         |         |         |         |         |         |         |         |         |         |         |         |         |         |         |         |         | 172    | 4.       |
| 2025 | Oracle Red Bull Racing | Honda RBPTH003 | P     | Cunoda Júki    |         |         | 12      | 9       | KI      | 106     | 10      | 17      | 13      | 12      | 16      | 15      |         |         |         |         |         |         |         |         |         |         |         |         | 172    | 4.       |

- † - nem fejezte be a futamot, de rangsorolták, mert teljesítette a versenytáv 90%-át

Verstappen a kínai sprintfutamon 6 pontot szerzett.
Cunoda a miami sprintfutamon 3 pontot szerzett.

## Fordítás
- Ez a szócikk részben vagy egészben  a   Red Bull Racing RB21 című angol Wikipédia-szócikk fordításán alapul.  Az eredeti cikk szerkesztőit annak laptörténete sorolja fel. Ez a jelzés csupán a megfogalmazás eredetét és a szerzői jogokat jelzi, nem szolgál a cikkben szereplő információk forrásmegjelöléseként.